# Église Saint-Saturnin de Vernet-les-Bains
Pour les articles homonymes, voir église Saint-Saturnin.
Ne doit pas être confondu avec ancienne église Saint-Saturnin de Vernet-les-Bains.
L'église Saint-Saturnin de Vernet-les-Bains est une église romane située à Vernet-les-Bains, dans le département français des Pyrénées-Orientales. Autrefois dédiée à Sainte-Marie del Puig et chapelle castrale du château, elle a été renommée pour remplacer l'ancienne église Saint-Saturnin de Vernet-les-Bains, détruite par une inondation en 1710.

## Historique
L'église Saint-Marie du Puig (aujourd'hui église Saint-Saturnin) est mentionnée en 1176. En 1710, lorsque l'ancienne église Saint-Saturnin est rasée par une inondation, la chapelle Sainte-Marie devient la nouvelle église paroissiale et est alors consacrée à Saint-Saturnin.

## Architecture
L'édifice actuel est une austère construction romane en granit, et faisait vraisemblablement partie intégrante des fortifications du château, auquel elle est accolée à l'ouest.
Édifiée au XIIe siècle ou au XIIIe siècle, elle obéissait à l'origine à un plan très simple et très classique : nef unique voûtée en berceau brisé, et terminée par une abside semi-circulaire. L'ensemble de l'édifice est englobé dans un massif rectangulaire.
Après les inondations de 1710, on ajouta deux chapelles latérales à l'édifice (ceci dans le but d'accueillir un plus grand nombre de fidèles) lui conférant son plan actuel en croix latine.
Le clocher actuel est vraisemblablement le fruit d'un remaniement postérieur au reste de l'édifice.

## Photographies

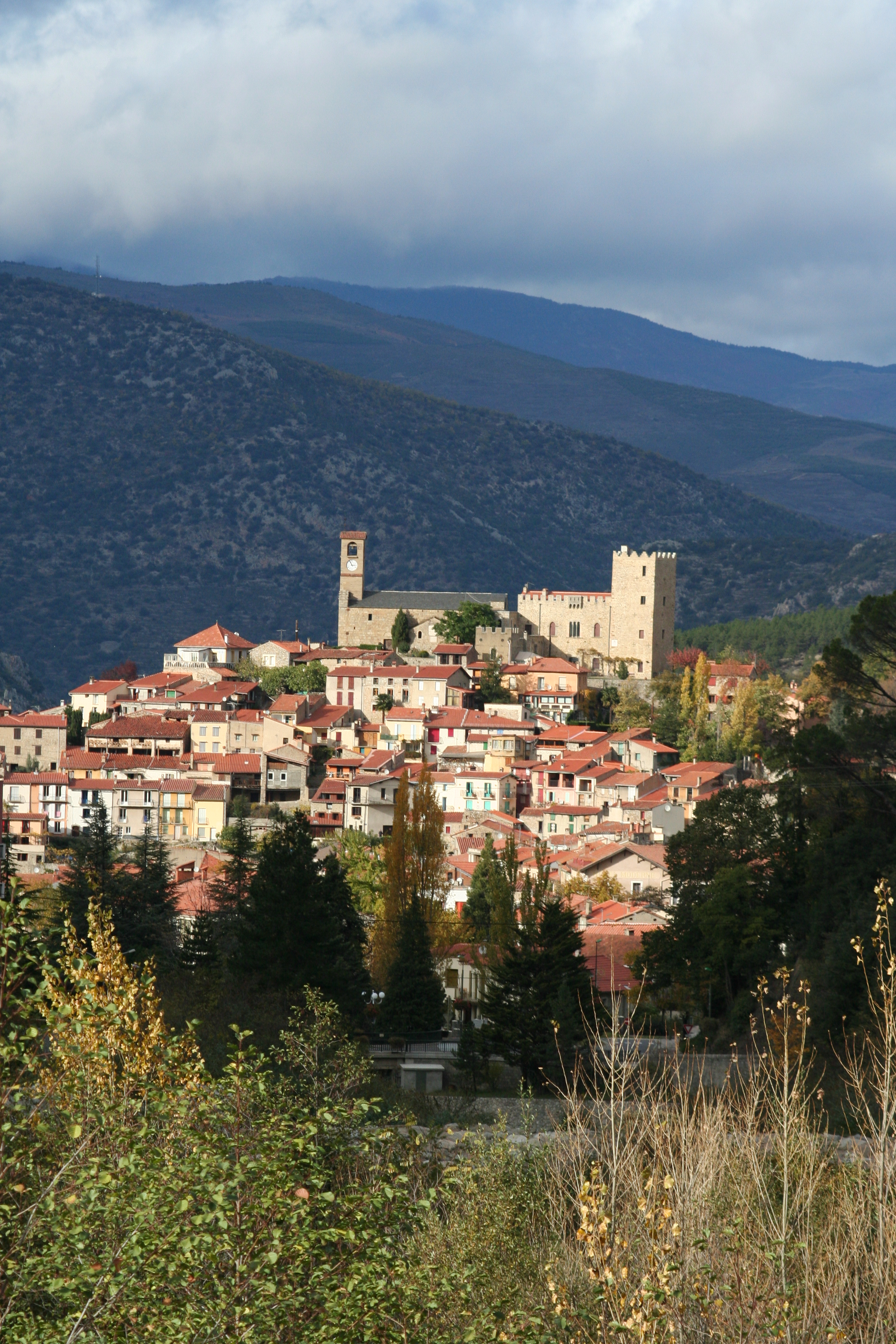
Vue générale de Vernet-les-bains. Au sommet, à droite se trouve le château, du XIXe siècle, l'église est sur la gauche.
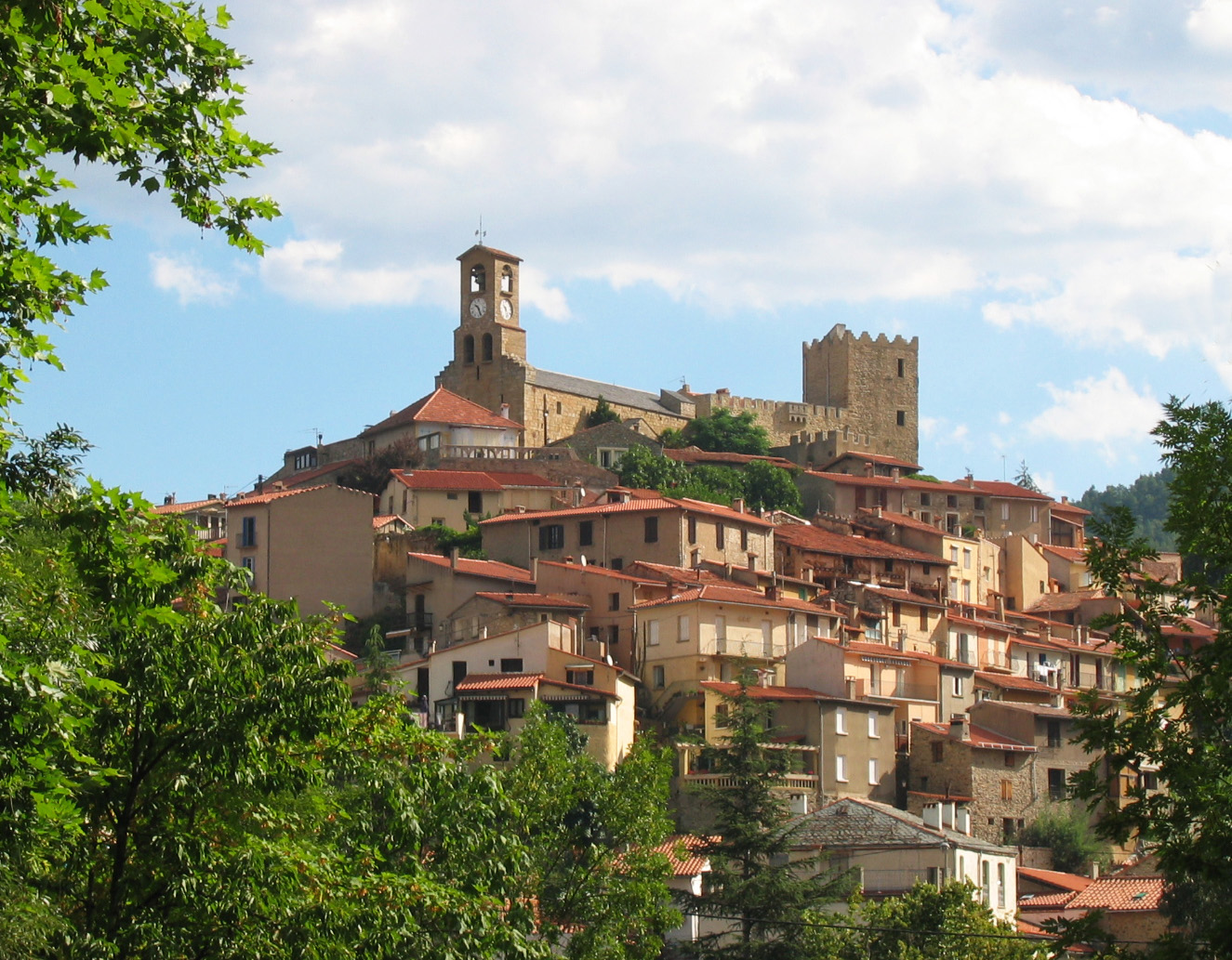
L'église et le château, dominant le village
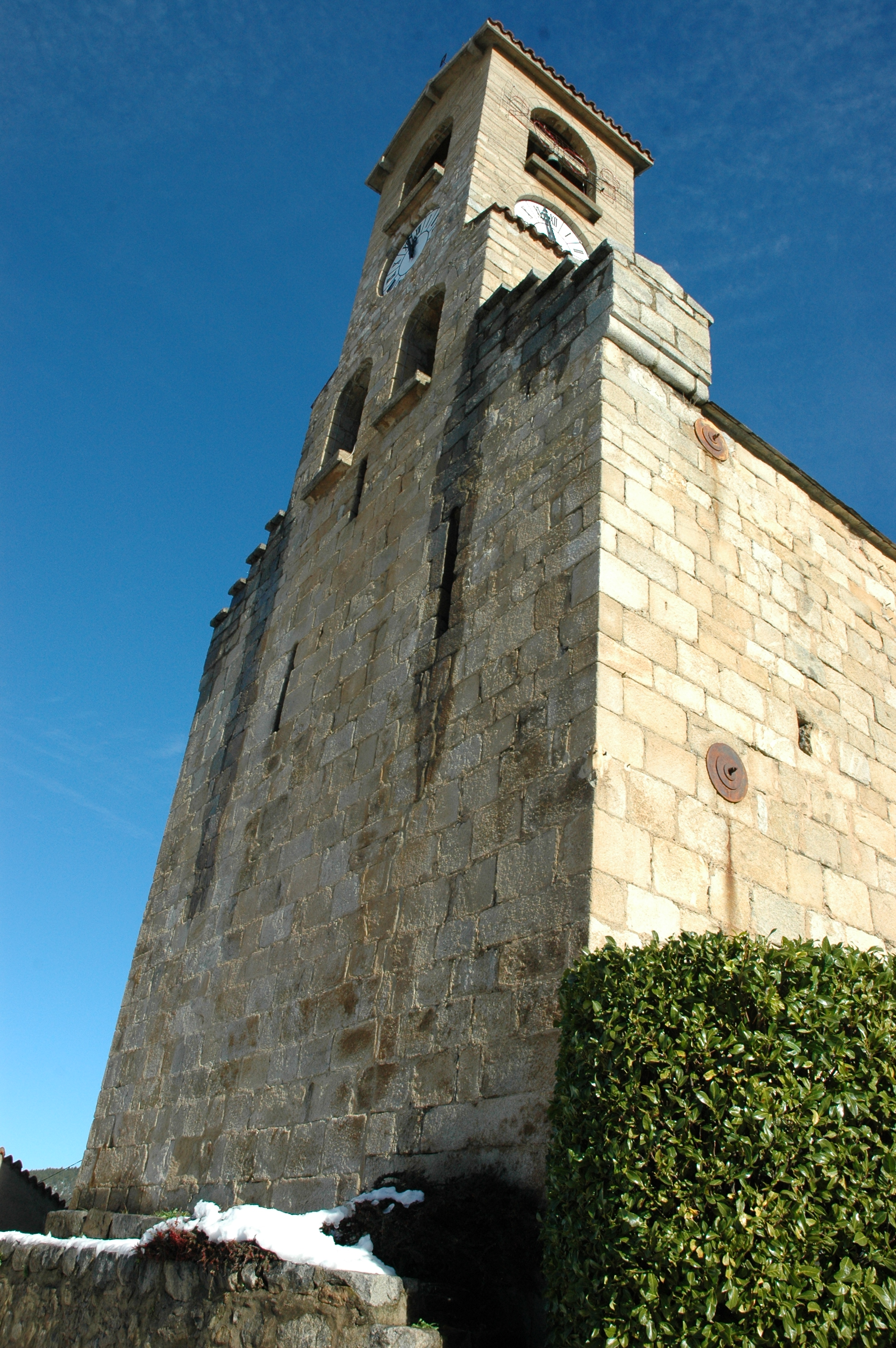
Façade ouest de l'édifice
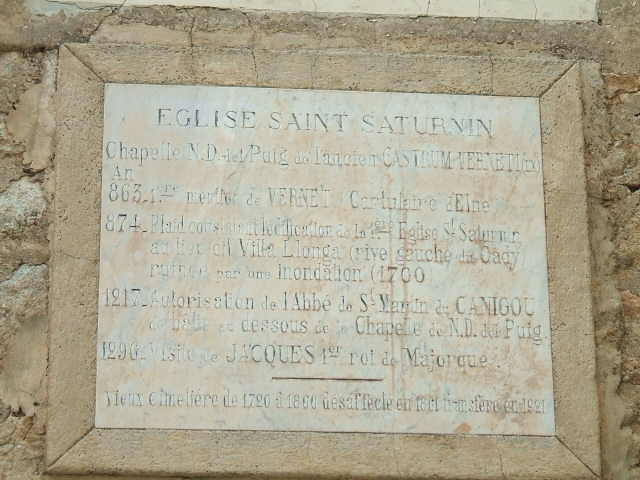
Plaque apposée sur le mur sud de l'église